# Allegheny National Forest
Der Allegheny National Forest ist ein National Forest im Besitz der US-Bundesregierung und liegt im Nordwesten Pennsylvanias, USA. Er erstreckt sich über rund 2100 km² und hat Anteile von insgesamt 4 Countys. Im Allegheny National Forest wurden über 360 km an Wanderwegen angelegt, 320 km Schneemobil-Fahrstrecke und 120 km Fahrradwege.

## Geschichte
Wie alle National Forests östlich des Mississippi geht die Gründung des Waldgebietes 1923 auf das Gesetz Weeks Act von 1911 zurück. Darin wurde die Bundesregierung ermächtigt, durch Abholzung, Überweidung und andere Formen des Raubbaus nahezu wertlos gewordene Flächen im Osten der USA anzukaufen. Auf dem Allegheny-Plateau lagen besonders große, derartige Gebiete. Sie waren für den Eisenbahnbau und vor allem die Papierindustrie seit dem späten 19. Jahrhundert mit industriellen Methoden nahezu vollständig abgeholzt worden.
Nach dem Ankauf der Flächen sorgte die Bundesregierung durch intensive Jagd dafür, dass die Weißwedelhirsche die natürliche Wiederbewaldung nicht wesentlich behinderten. Es wuchs ein neuer, junger Wald auf, der allerdings völlig anders zusammengesetzt war. Anstelle der großen, schattenliebenden Bäume des Altbestandes aus Carolina-Hemlocktanne und Amerikanische Buche vor der Abholzung kam ein Sekundärwald aus offenem Weichholz auf. Heute besteht der Wald weitgehend aus nahezu gleichalten Bäumen.
Einige kleine Restbestände des alten Urwalds sind erhalten. Zwei Wilderness Areas, die strengste Klasse von Naturschutzgebieten in den USA, bewahren solche Altbestände am Hickory Creek und auf sieben Inseln im Allegheny River.

## Tourismus
Der Allegheny National Forest mit seinen zahlreichen Flüssen und Bächen ist ein häufiges Ausflugsziel von Anglern und Bootfahrern. Insbesondere der Lake Kinzua, ein Stausee, wird stark von Booten befahren.
Mitten im Wald befinden sich die Reste der 625 Meter langen Kinzua-Brücke über den Kinzua Creek. Bei ihrer Fertigstellung im Jahr 1882 war die teilweise 100 Meter hohe Brücke der „höchste und längste Eisenbahnviadukt der Welt“ und damals schon eine Touristenattraktion. Während über die eiserne Brücke früher der wichtigste Transportweg von Holz, Kohle und Öl nach Pittsburgh führte, ist sie heute wirtschaftlich bedeutungslos. Seit 2002 ist die Brücke auch für Fußgänger gesperrt. 2003 wurde sie durch einen Tornado teilweise zerstört. Die neu errichteten Aussichtsplattformen bieten eine Sicht über das Tal des Kinzua.